# Пивденное (город, Одесская область)
Пивде́нное (укр. Південне) — город-курорт в Одесской области Украины. Входит в Одесский район.
Расположен на северо-западном побережье Чёрного моря, в 35 км от Одессы, и вблизи границы с Николаевской областью. Расстояние до Одессы по автодорогам — 47 км.
С 11 мая 1978 года имел статус посёлка городского типа. Статус города получил в 1993 году. С 1993 до 17 июля 2020 года был городом областного значения.
В городе десять основных улиц: Химиков, Строителей, проспект Мира, Приморская, Шевченко, проспект Григорьевского десанта, Новобилярская, Иванова, Савельева и Коммунальная. Город делится на 4 микрорайона и микрорайон индивидуальной застройки.

## О названии
На географических картах город обычно подписан под названием Южное; на одесских картах и на официальном сайте городского совета указан как Южный. На сайте Госкомстата также Южное. В документах предприятий, организаций города и порта, местными жителями он называется «Южный». В одесской региональной печати, на гербе города до 2004 года, в части официальных документов, на официальном сайте городского совета употребляется название Южный.
В мае 2014 года в Верховную Раду Украины был внесён законопроект о переименовании города в Пивденное. Данный проект не был принят.
Город должен быть переименован во исполнение закона о деколонизации как не соответствующий стандартам языка.  В 2023 году были собраны предложения жителей и проведено общественное голосование, однако местные депутаты так и не определились с названием.  20 марта 2024 года комитетом Верховной Рады Украины по вопросам организации государственной власти, местного самоуправления, регионального развития и градостроительства принято решение поддержать предложение переименовать город Южное в Порт-Аненталь, однако 9 октября 2024 город был переименован в Пивденное.

## История
В 1973 году 19 июля Совет Министров СССР распоряжением № 1455-р определил создание промышленно-транспортного узла в Григорьевском лимане, увязав это со строительством нового города с численностью населения к 1990 году — 30 тысяч человек и с перспективой развития до 150 тысяч жителей.
Строительство началось в декабре 1976 года на правом берегу Сычавского пруда. В период строительства посёлку было дано рабочее название Новая Сычавка.
11 мая 1978 года посёлок получил официальное название Южное. В том же месяце ему был присвоен статус посёлка городского типа Коминтерновского района Одесской области и был образован Южненский поселковый совет с центром в одноимённом пгт. Заселение началось в конце декабря того же года.
25 февраля 1981 года стал подчиняться Суворовскому району Одессы. В 1993 году посёлок городского типа Южное отнесён к категории городов областного значения. В том же году город вошёл в состав Ассоциации городов Украины. В 2000 году постановлением Верховной рады были утверждены границы города.
В городе ведётся широкое строительство оздоровительных центров (спорткомплексы порта и ОПЗ) и жилищное строительство, однако после начала полномасштабной войны город пришел в сильный упадок.

## Предприятия
Промышленный порт Южный на Чёрном море — один из трёх крупнейших портов Украины наряду с Одессой и Черноморском.
Конечный пункт крупнейшего и самого длинного в Евразии аммиакопровода Тольятти — Южный.
В Пивденном находится Одесский припортовый завод (ОПЗ), крупнейшее химическое и самое прибыльное государственное предприятие Украины.

## Население
На протяжении всего существования Пивденного численность населения показывает рост, который обеспечивается как преобладанием рождаемости над смертностью в большинстве лет, так и иммиграции над эмиграцией.
Рождаемость в городе в среднем в 1,7—1,8 раза выше, чем на Украине. Это связывают со стабильной высокооплачиваемой работой на государственном ОПЗ, порт «Южный» и «ТИС». Средняя заработная плата в городе одна из самых высоких на Украине и в 2015 году составила 8757 гривен (для сравнения в городе Киеве — 6732, Одессе — 4089).
В городе ведётся широкое строительство оздоровительных центров (построены спорткомплексы порта и ОПЗ международного класса) и жилищное строительство.
По данным Всеукраинской переписи населения 2001 года преобладающими национальностями в городе являются украинцы (65,9 %) и русские (29,9 %), также проживают гагаузы (1,3 %), белорусы (1,1 %), молдаване (0,8 %), армяне (0,3 %), татары (0,3 %) и другие.
Родным языком для 53,5 % населения города является русский, для 45,5 % — украинский, свободно (как первым, так и вторым) владеют русским 87,5 % населения, украинским — 78,7 % (выборка 98,8 %).
Город занимает 7-е место в области по количеству населения.
| Год     | 1978 | 1980       | 1982       | 1989   | 1995   | 2000   | 2001   | 2002   | 2003   | 2004   | 2005   | 2007   | 2008   | 2010   |
| ------- | ---- | ---------- | ---------- | ------ | ------ | ------ | ------ | ------ | ------ | ------ | ------ | ------ | ------ | ------ |
| Жителей | 0    | около 3000 | более 6000 | 15 587 | 21 300 | 23 486 | 23 977 | 24 410 | 24 939 | 25 454 | 25 775 | 26 035 | 26 288 | 28 358 |

1. ↑  на 12 января
2. ↑  на 5 декабря
3. ↑  на 01 мая

## Украинская православная церковь
Южный — центр Южненского викариатства Одесской епархии УПЦ МП с 2013 года. Епископ — Диодор (Васильчук).
- Свято-Введенский храм (Введения во храм Пресвятой Богородицы)[19]; является кафедральным.
- Часовня в честь святых преподобных Зосимы и Савватия Соловецких[19].

## Культура
В городе с 1988 года работает Дворец культуры «Дружба» (директор — Петр Иванович Кутинец) с несколькими залами. При дворце работает большое количество творческих коллективов, которые дают ежегодно до 200 мероприятий, собирающих в целом более 100 тысяч зрителей.

## Города-побратимы
- Юэцин (Китай),
- Кемер (Турция),
- Димитровград (Болгария),
- Кобулети (Грузия).

Также город Пивденное является членом Международного черноморского клуба, в который входят 30 городов-членов, расположенных в Черноморском бассейне.

## Известные жители
- Владислав Александрович Терзыул — альпинист, покоритель всех восьмитысячников мира.
- Чебан, Юрий Владимирович — каноист, заслуженный мастер спорта, первый в истории Украины олимпийский чемпион в гребле на каноэ-одиночке на дистанции 200 м.

## Фотографии

Город
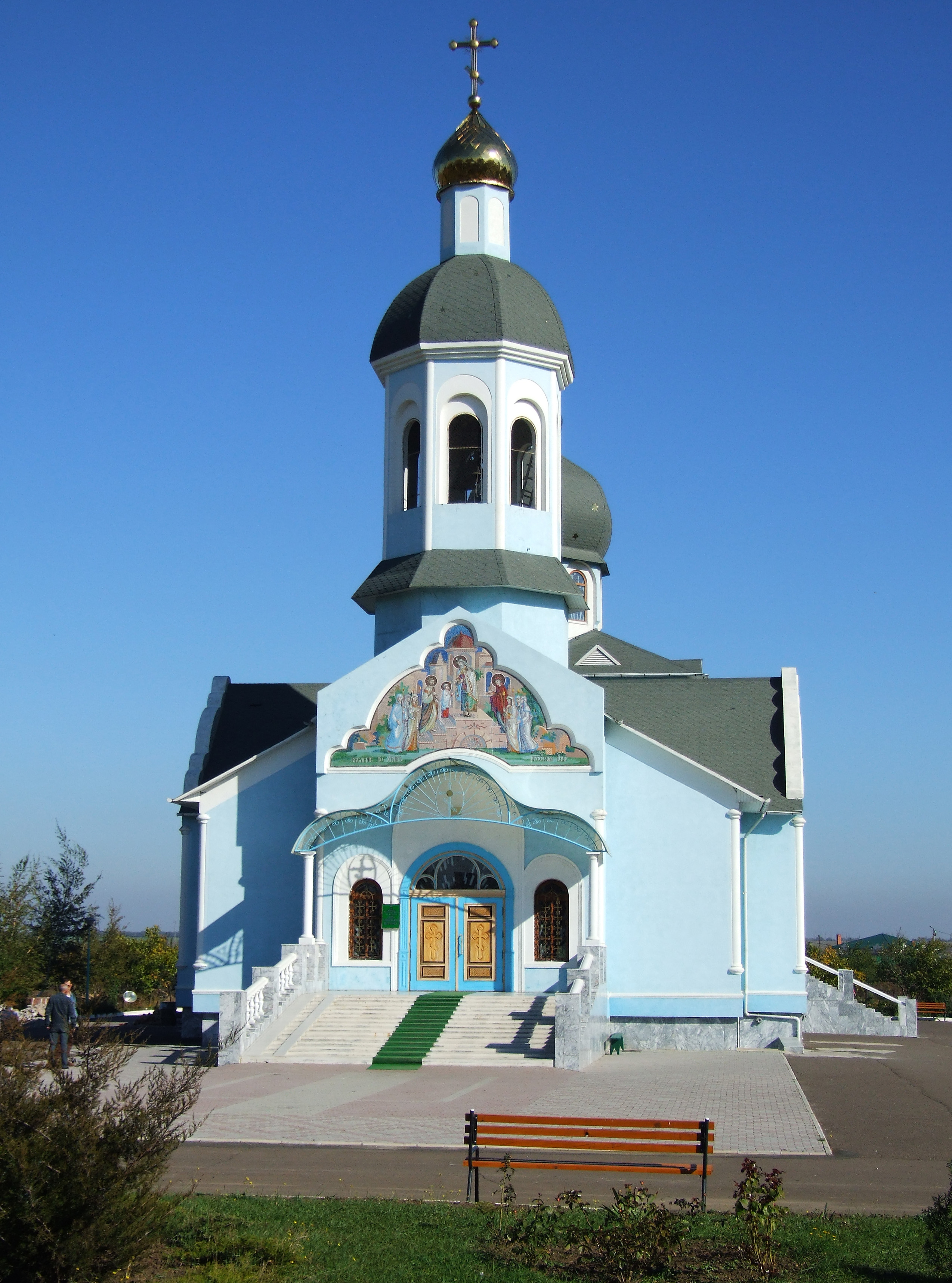
Свято-Введенская церковь УПЦ (МП) на въезде в город
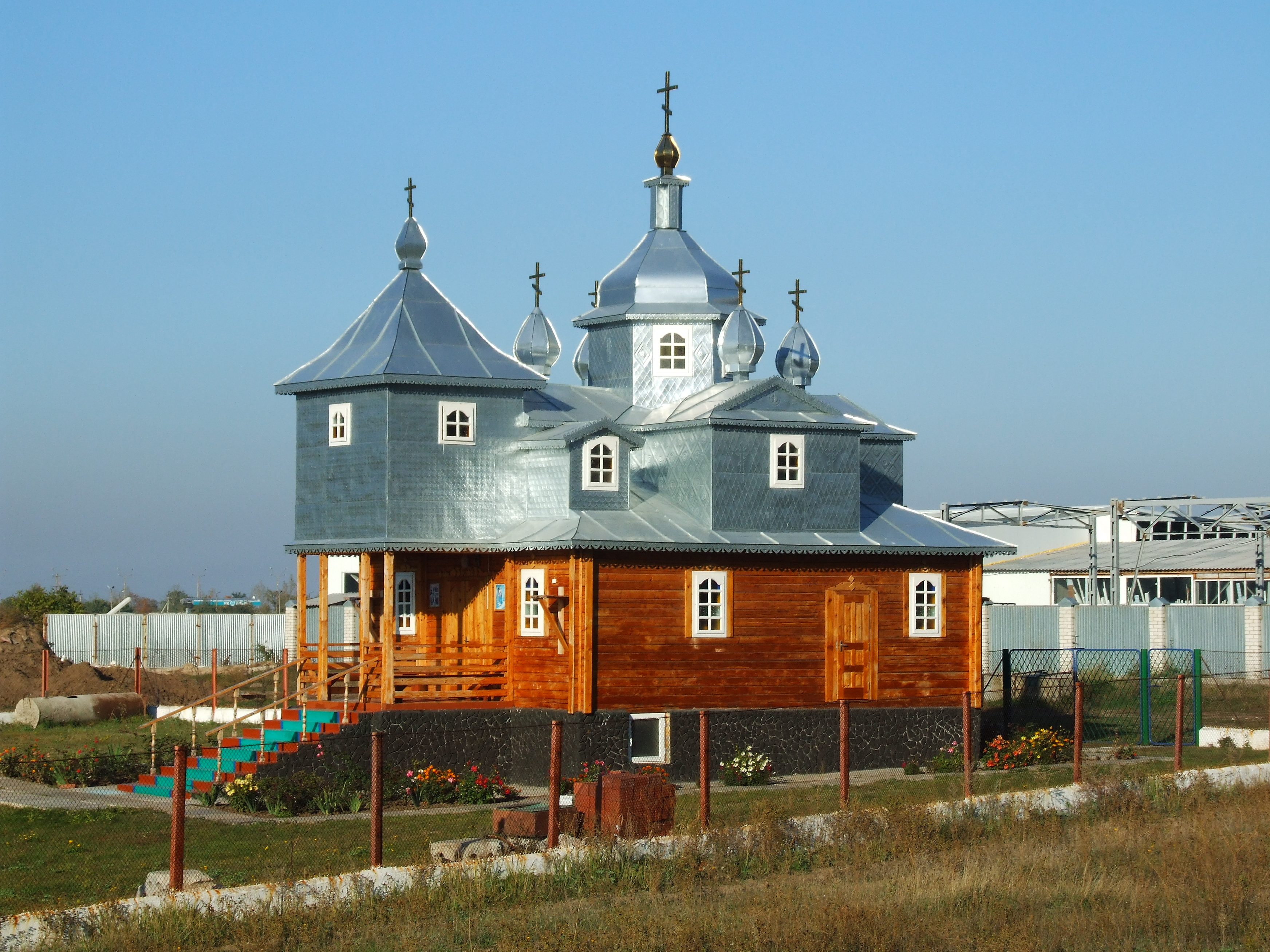
Свято-Покровская церковь УПЦ КП на улице Химиков
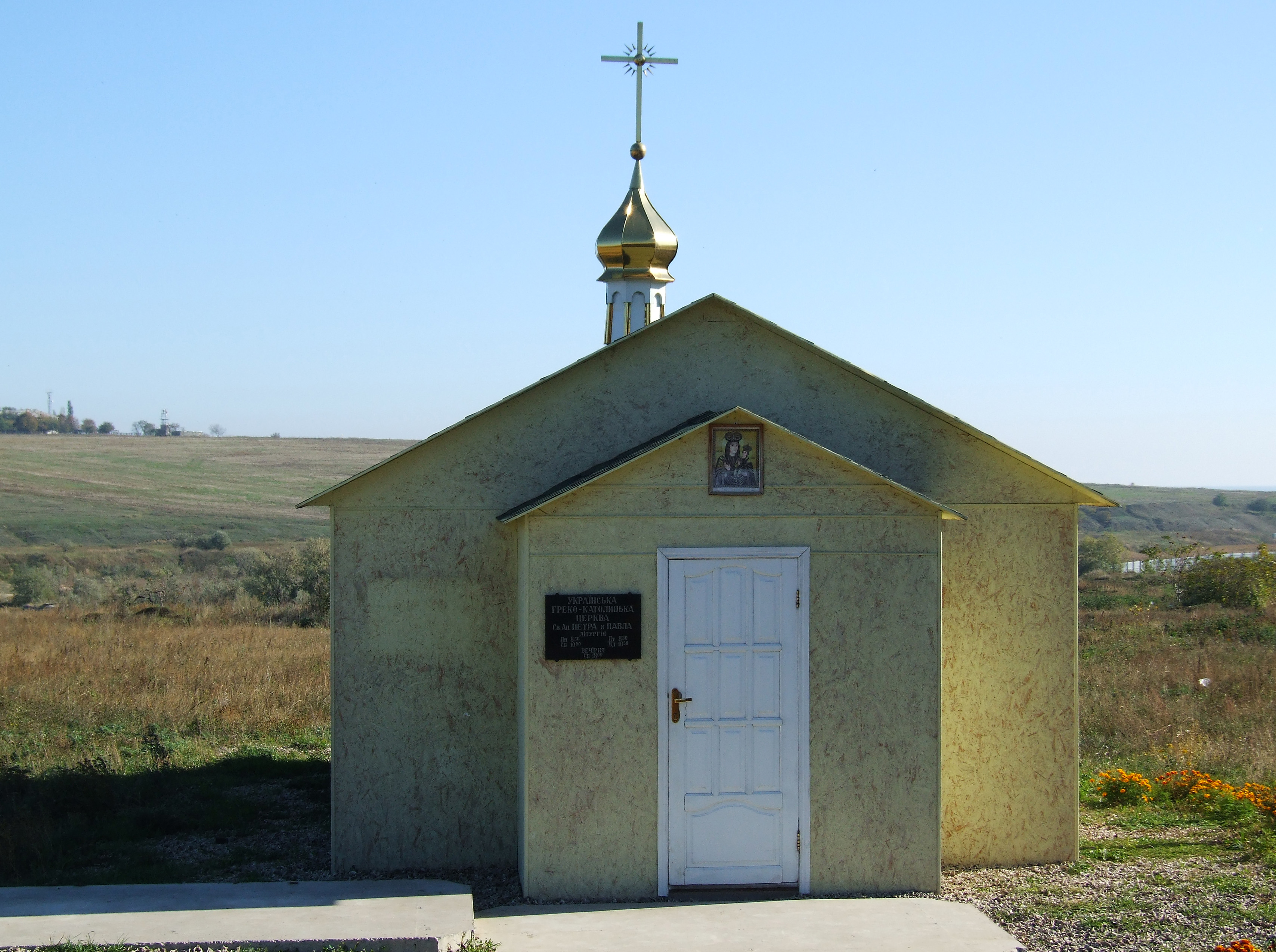
Украинская грекокатолическая церковь апостолов Петра и Павла на ул. Строителей